# Castell-Platja d'Aro
Castell-Platja d'Aro este o renumită stațiune de pe Costa Brava (Spania). În 2005 avea o populație stabilă de 9,2 mii locuitori. Localitatea e situată la 40 km est de Girona, centrul administrativ al provinciei omonime din regiunea Catalonia. Orașul e o destinație turistică populară pe litoralul mediteranian spaniol, numeroase persoane din Europa de Nord deținând aici vile de vacanță. Castell-Platja d'Aro e format din două părți - Castell d'Aro și Platja d'Aro. Castell d'Aro s-a format în jurul unei fortificații. Platja d'Aro e un fost sat pescăresc, situat pe o plajă de 2 km de lungime. 
1. ↑  Nomenclátor Geográfico de Municipios y Entidades de Población (20240402 edition)
2. 1 2   http://www.idescat.cat/pub/?id=aec&n=925&t=2016 Lipsește sau este vid: |title= (ajutor)